# Lona Williams
Pour les articles homonymes, voir Williams.
Lona Williams est une scénariste, productrice et actrice américaine née en 1966 à Rosemount dans le Minnesota.

## Biographie
Lona Williams a grandi à Rosemount, dans le Minnesota, où son père Les était professeur de mathématiques dans un collège. Elle a participé à plusieurs concours de beauté lorsqu’elle était enfant et a été couronnée Miss Junior du Minnesota en 1985, avant de devenir la dauphine des America’s Junior Miss et de remporter une Bourse d'études de 10 000 $,. Elle est sortie diplômée du lycée de Rosemount peu après.
Williams suit des études à l’université du Minnesota et assiste à un cours d’écriture de scénario, où son professeur l’encourage à déménager en Californie pour trouver du travail. Après qu’elle a travaillé comme assistante sur une émission télévisée, le producteur Jerry Belson l’aide à être embauchée comme assistante scénariste sur Les Simpson. Elle a ponctuellement doublé certains personnages de cette série, dont Amber Dempsey dans Lisa, la reine de beauté. Elle a déclaré à ce sujet : « En réalité, j’étais seulement une dactylo pour cette émission. Mais en travaillant sur le script, j’ai appris comment les scénarios étaient conçus. J’allais au travail taper [sur le clavier] toute la journée et revenais à la maison travailler sur mes scénarios détaillés pour Les Simpson et Roseanne ».
Bruce Helford engage Lona Williams comme scénariste sur l’éphémère série Someone Like Me avant de la prendre sous contrat en 1995 comme scénariste et productrice du Drew Carey Show. Elle reste pendant trois saisons et écrit le scénario du film Dairy Queens, qui sort en 1999 sous le titre Drop Dead Gorgeous (Belles à mourir),. On lui doit également le scénario original du film Bad Girls (Sugar and Spice) en 2001.

## Filmographie

### Productrice
- 1998 : Le Drew Carey Show (1 épisode)
- 1999 : Belles à mourir
- 2001 : Three Sisters
- 2001 : Bad Girls (Sugar and Spice) de Francine McDougall
- 2002 : In My Opinion

### Scénariste
- 1995 : Le Drew Carey Show
- 1995 : Bless This House (1 épisode)
- 1999 : Belles à mourir

### Actrice
- 1991-1992 : Les Simpson (3 épisodes)
  - Lisa va à Washington : Truong Van Dinh
  - Un tramway nommé Marge : Debra Jo Smallwood
  - Lisa, la reine de beauté : Amber Dempsey
- 1999 : Belles à mourir : Jean Kangas